# Biuro Konstrukcyjne Rubin

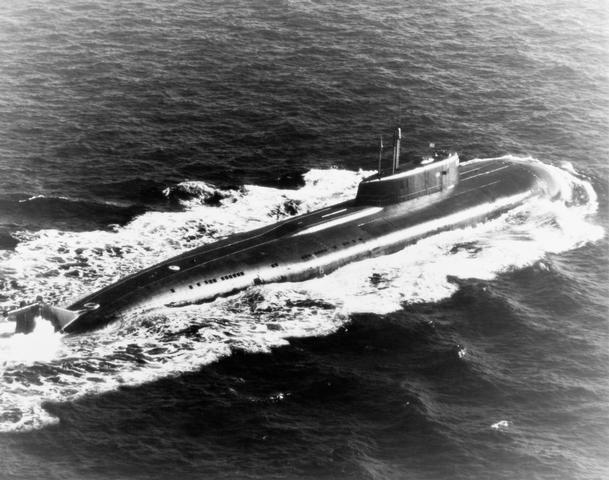
Jeden z produktów biura - okręt podwodny projektu 949 (Oskar)

Biuro Konstrukcyjne Rubin – (dawniej CKB-18) radzieckie a następnie rosyjskie biuro konstrukcyjne wyspecjalizowane w konstrukcji okrętów podwodnych o napędzie atomowym przeznaczonych do przenoszenia pocisków balistycznych klasy SLBM oraz pocisków manewrujących. Specjalizacją biura Rubin była także konstrukcja myśliwskich okrętów podwodnych o napędzie spalinowo-elektrycznym. Po zakończeniu zimnej wojny, biuro pozostaje przy wcześniejszej specjalizacji wojskowej, jednakże podejmuje również programy konstrukcyjne w zakresie cywilnej inżynierii oceanicznej.
Biuro Rubin powstało w drodze przekształceń funkcjonujących jeszcze przed II w.s. biur konstrukcyjnych, w tym CKBS-2, a zwłaszcza CKB-18. Te ostatnią nazwę biuro nosiło aż do 1966 roku, kiedy przyjęło współczesna nazwę Rubin. W literaturze przedmiotu, oznaczenia CKB-18 oraz Rubin często są jednak używane zamiennie (w angielskojęzycznej literaturze spotykana jest transliteracja TsKB-18).